# Mainhafen Wertheim
Der Mainhafen Wertheim ist der Binnenhafen eines Zweckverbands der Stadt Wertheim und des Main-Tauber-Kreises in Baden-Württemberg. Pächter des im Wertheimer Stadtteil Bestenheid liegenden Hafens ist die ZG Raiffeisen. Der Mainhafen Wertheim ist der einzige baden-württembergische Hafen am Main.

## Geschichte

### Vorgeschichte

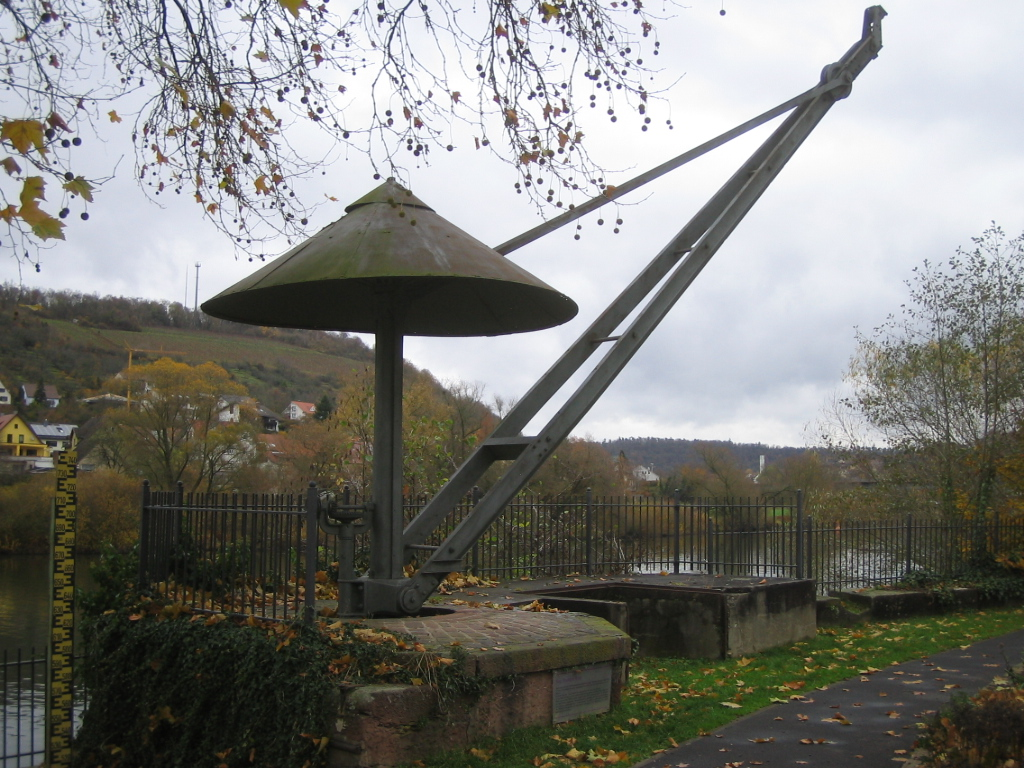
Packhof-Kran von 1896 am Wertheimer Mainufer

Durch seine Lage an Main und Tauber war in Wertheim schon immer der Schiffsverkehr von Bedeutung. Erste urkundliche Erwähnungen einer Schiffers- und Fischerzunft finden sich bereits im Jahr 1495. Flussabwärts Richtung Frankfurt am Main wurden vor allem Wein, Getreide und Tuche verschifft; es gab jedoch auch damals schon eine hochentwickelte Personenschifffahrt. Auf dem Rückweg waren die Schiffe mit Gütern aus Frankfurt beladen und wurden von Pferden getreidelt.
Die Taubermündung in den Main bot sich als natürlicher Hafen in Wertheim an. In der zweiten Hälfte des 19. Jahrhunderts wurde ein Winterhafen gebaut, der dann von den Schiffen genutzt werden konnte, wenn wegen des Eisgangs der Schiffsverkehr auf dem Main ruhte. Die moderne Hafenanlage am Main nahe dem seit 1945 entstandenen Industriegebiet Wertheim-Bestenheid wurde 1967 eingeweiht. Der Winterhafen wurde in den 1960er-Jahren vom Mainhafen abgelöst. Noch im Jahr 1960 gab es hier einen Rekordumschlag von 20.918 Tonnen Gütern von 65 Schiffen.

### Mainhafen
Der Mainhafen Wertheim wurde im Oktober 1967 fertiggestellt. Träger waren die Stadt Wertheim und der damalige Landkreis Tauberbischofsheim, die sich 1964 zum Zweckverband Mainhafen Wertheim zusammengeschlossen hatten. Das Beteiligungsverhältnis zwischen Stadt und Landkreis betrug 49:51. Die Einweihung des 5,5 ha großen Hafens erfolgte am 12. Oktober 1967. Der damalige Pächter war die Westfälische Transport-Actien-Gesellschaft (WTAG), die später in der Rhenus SE & Co. KG aufging. Zum 1. August 2015 wechselte der Pächter des Mainhafens Wertheim zur ZG Raiffeisen eG. Die Schifffahrt hatte für Wertheim bereits vor der Eröffnung des Mainhafens große Bedeutung. Die Lage an Main und Tauber wurde schon zu Zeiten der Wertheimer Grafschaft für den Hafenumschlag genutzt. Die Taubermündung bot sich dabei als idealer Naturhafen an. Daneben gab es von der Mainspitze stromaufwärts reichend bis weit nach dem Zweiten Weltkrieg eine Schiffsanlegestelle, die sowohl für den Personen- als auch den Güterverkehr genutzt wurde. Nach dem Bau der Landesstraße mit Brückenführung über die Taubermündung wurde ein Weiterbetrieb des Tauberhafens unmöglich, sodass es zur Errichtung des Wertheimer Mainhafens kam.

## Umschlag
Vorrangig umgeschlagene Güter sind land- und forstwirtschaftliche Erzeugnisse sowie Steine, Erden und Baustoffe. Das Hafengebiet verfügt über 300 Meter ausgebaute Uferlänge mit einem Kranumschlag sowie einem Schwergutumschlagplatz. Die trimodale Hafeninfrastruktur eignet sich für den Güterumschlag per LKW, Bahn oder Schiff. Über ein 2 km langes Gleisnetz ist der Hafen als Güterbahnhof über den Bahnhof Wertheim an die Bahnstrecken nach Miltenberg (Maintalbahn) und nach Lauda (Taubertalbahn) angebunden.
| Jahr | Schiffsumschlag | Lager- und Landumschlag | Gesamtumschlag |
| ---- | --------------- | ----------------------- | -------------- |
| 2006 | ---             | ---                     | 221.349 t      |
| 2007 | ---             | ---                     | 210.772 t      |
| 2008 | ---             | ---                     | 245.354 t      |
| 2009 | ---             | ---                     | 194.815 t      |
| 2010 | ---             | ---                     | 121.964 t      |
| 2012 | ---             | ---                     | 158.434 t      |
| 2013 | 125.521 t       | 56.755 t                | 182.276 t      |
| 2014 | 119.813 t       | 106.208 t               | 227.021 t      |
| 2015 | 107.229 t       | 65.729 t                | 172.958 t      |
| 2016 | 113.372 t       | 68.779 t                | 183.135 t      |
| 2017 | 114.528 t       | 62.420 t                | 177.951 t      |
| 2018 | 74.394 t        | 55.394 t                | 129.788 t      |
| 2019 | 82.645 t        | 56.080 t                | 138.725 t      |